# ヴィリィ・ラングカイト

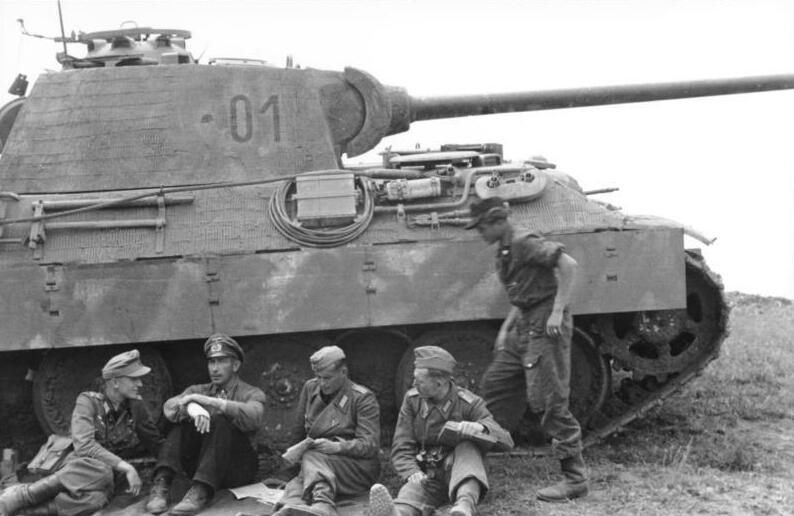
1944年、パンター戦車の乗員と共に。左から2人目がラングカイト。

ヴィリィ・ラングカイト(Willy Langkeit、1907年6月2日‐1969年10月27日)は、ドイツの陸軍軍人。第二次世界大戦中はドイツ陸軍の軍人として戦い、戦後は西ドイツの連邦国境警備隊(BGS)に所属した。最終階級は少将（陸軍）、准将（BGS）。

## 生い立ち
ラングカイトは、ケーニヒスベルクのトロイブルク近郊のシュッヒテン村で、1907年6月2日に生まれた。1924年、ヴェルサイユ条約で兵力10万人に制限されたヴァイマル共和国軍へ入隊し、ケーニヒスベルクの第1自動車隊に配属される。部隊内で軍務に精勤すると共に昇進試験を受けて将校となり、小隊長勤務をえた後、1938年シュバインフルト第36戦車連隊の中隊長に任命されたが、この時の階級は、大尉であった。

## 第二次世界大戦
1939年、ラングカイトはポーランド侵攻で戦功により二級鉄十字章を受章、翌1940年のフランス侵攻では、フランス軍防御線ウェイガン線突破で戦功を挙げ、第一級鉄十字章を受章する。
1941年のソ連への奇襲攻撃「バルバロッサ作戦」に同戦車連隊の中隊長として参加したが、8月21日、第2大隊長のシュミーラウァー中佐が重傷を負ったため大隊長代理となり、1942年1月1日には少佐に昇進し、正式に大隊長となる。1942年5月、デオドール・クレッチマー大佐の推挙により異例の人事として35歳で少佐に昇進、第36戦車連隊長に任じられる。同年、スターリングラードで連隊の所属する第14装甲師団が赤軍に包囲され翌1943年に全滅するが、同年1月19日、スターリングラードスキエ飛行場周辺で戦い、負傷により飛行機で包囲を脱出する。尚、1942年12月9日にラングカイトは騎士鉄十字章を受章している。その後、中佐に昇進したラングカイトは、フランスで再編された同師団で、第36戦車連の再編と訓練に励み、10月1日戦列へ復帰し、1944年3月中旬まで同連隊を指揮し赤軍と戦った。この期間、柏葉付騎士鉄十字章を受章した。
1944年3月、オットー・ブージング大佐の後任としてグロースドイッチュランド戦車連隊長となり、ルーマニア戦線から東プロイセン攻勢まで同連隊を率いた。1945年、グロースドイッチュランドの予備旅団の編成にあたったが、同年1月末、戦闘団を編成し東部戦線へ向かい、テオドーア・ブッセ大将率いる第9軍に配属される。戦闘団は後に、クーアマルク装甲擲弾兵師団と銘名され、オーデル川防衛線で戦い善戦する。これを評価したブッセは、陸軍総司令部へ少将の昇進を上申し、1945年4月20日、ラングカイトは少将に任じられた。
4月30日、戦車戦の回数が75回に達したため、金色戦車戦闘章を授与される。5月7日、ナチス・ドイツ降伏の前日、ラングカイトはアメリカ軍に投降し、捕虜となった。

## 戦後
数年の捕虜生活の後、1951年6月、西ドイツの連邦国境警備隊に奉職した。その後、国境警備隊准将で退役し、1969年10月27日に亡くなった。